# Sirone
Sirone – miejscowość i gmina we Włoszech, w regionie Lombardia, w prowincji Lecco.
Według danych na rok 2004 gminę zamieszkiwało 2199 osób, 733 os./km².